# 남방흰테바퀴
남방흰테바퀴는 야외종 바퀴의 일종으로, 중국에서는 약용으로 이용된다. 약재명은 적변수서(赤變水庶)이다. 체장 25-35 밀리미터. 서식지는 일본(규슈, 시코쿠, 류큐열도가 중심), 인도, 중국, 대만, 인도네시아(자와섬) 등지다. 한반도에는 서식하지 않으나 약재로 유통된다.